# Ike Gyokuran
En aquest nom japonès, el cognom és Ike.
Ike Gyokuran (池玉瀾, 1727–1784), va ser una pintora, cal·lígrafa i poetessa japonesa de nanga. Molt coneguda a Kyoto, el Japó, durant la seva vida, i continua sent una artista famosa al Japó.
Els seus pares la van nomenar amb nom de naixement Machi (町). Quan era nena, li van donar el nom artístic «Gyokuran», molt probablement per la seva mestra de pintura Yanagisawa Kien (1707-1758). Gyokuran es va casar amb el pintor Ike no Taiga, i és coneguda majorment pel seu nom de casada Ike Gyokuran. El seu cognom abans del matrimoni era Tokuyama, i també se la coneix com a Tokuyama Gyokuran.

## Primers anys i educació
Gyokuran va començar a aprendre a pintar a una edat molt prematura sota la famosa literata pintora Yanagisa Kien, que era una habitual a la casa de te de la seva mare. És probable que fos ella qui li presentés a Ike no Taiga, que era entre els seus alumnes.
L'espòs de Gyokuran, Taiga, li va ensenyar l'estil de pintura del moviment nanga, una versió japonesa d'un estil xinès. Gyokuran, alhora, li va ensenyar el seu marit poesia a l'estil waka japonès, en el qual ella era molt competent.

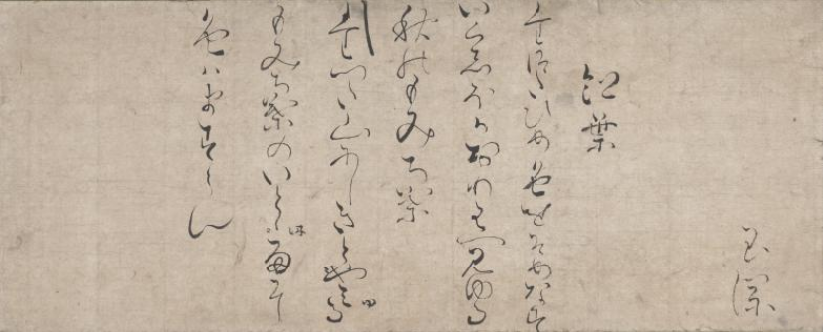
Two Autumn Poems, second half 18th century

La parella era famosa per la seva excentricitat. Van crear art junts, es van influir mútuament, i també se sabia que tocaven música junts per [placer | plaer], com iguals. Això era molt inusual [a | en] un país on les dones encara es consideraven àmpliament inferiors als homes. Es nota que Gyokuran no es va afaitar les celles (引 眉), com era costum per a les dones casades en aquest moment.

## Carrera i impacte

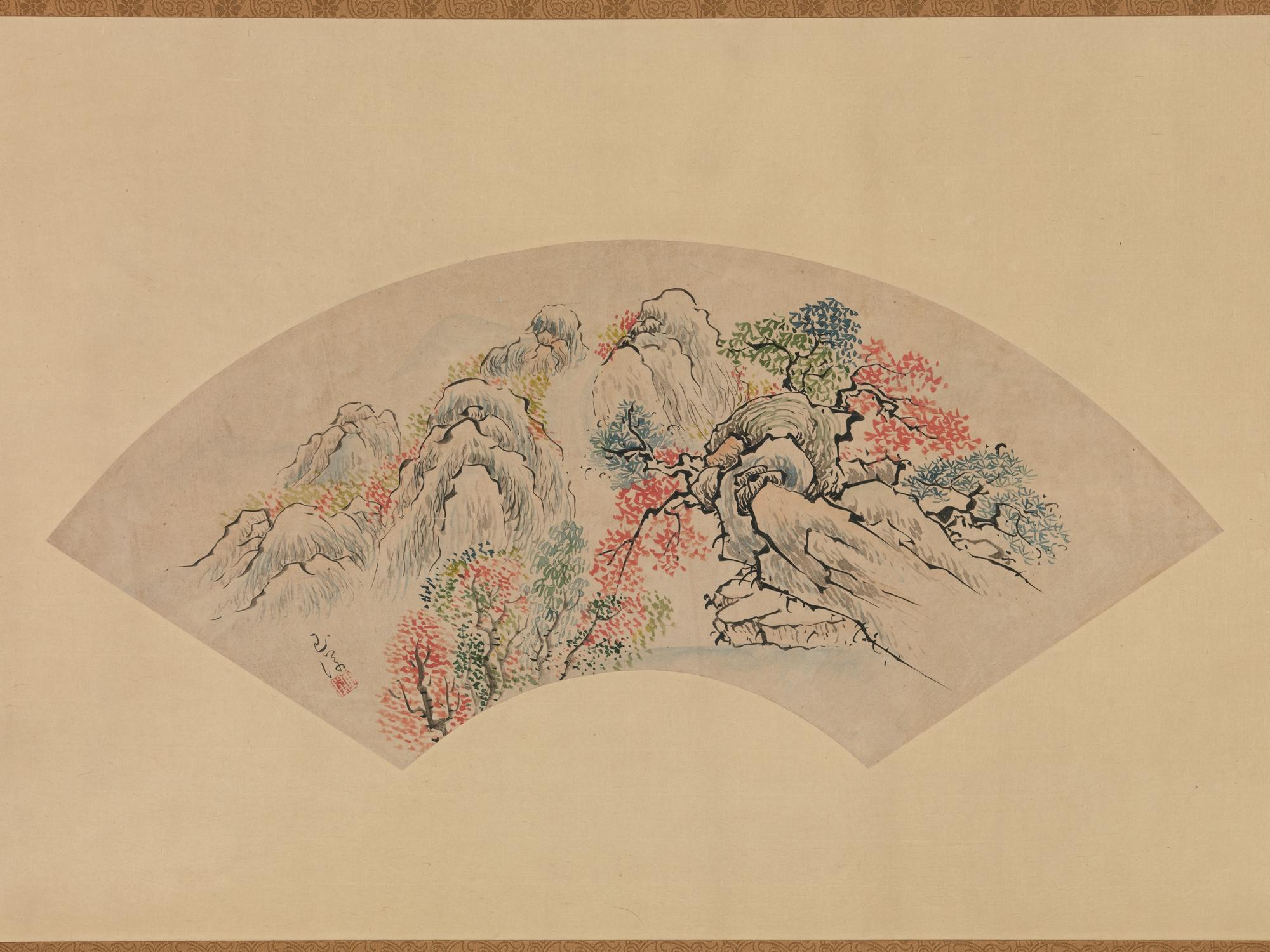
Ike Gyokuran, Ike Gyokuran, ventall penjat; tinta i color en paper. Museu Metropolità d'Art.

Gyokuran va pintar pantalles plegables i portes corredisses, rotlles de mà, pergamins penjats i pintures de ventalls. «Era excepcionalment estrany que les dones del Japó del segle xviii fossin pintores», segons Anne d'Harnoncourt, directora del Museu d'Art de Filadèlfia. Gyokuran i el seu espòs Taiga es van dedicar a fer art, van viure amb pocs diners i, de vegades, col·laborant en peces d'art. Ella vivia amb Taiga en un petit estudi al costat del santuari de Yasaka Jinja a Gion districte de Kyoto. També sovint pintava escenes petites, on inscrivia els seus poemes en cal·ligrafia.
Al 1910, els seus versos van ser impresos junt amb un gravat a la fusta de la casa de te Matsuya al Yasaka Jinja al Gion sanjo kashū («col·lecció de poemes de les tres dones de Gion»).
Fins al dia d'avui, durant el Jidai Matsuri anual de Kioto («Festival de les Edats»), les dones joves es vesteixen com prominents figures femenines de la història de Kyoto, inclòs el personatge de Gyokuran.

## Premis i honors
Algunes de les obres de Gyokuran són designades Tresors Nacionals Japonesos i Propietats Culturals Importants.